# 拉韦塔 (科罗拉多州)
拉韦塔（英語：La Veta），是美国科罗拉多州韦尔法诺县下属的一座城市。建市于1886年6月16日，面积大约为0.895平方英里（2.318平方公里）。根据2010年美国人口普查，该市有人口800人。2011年估计该市有人口777人，相比2010年人口增长率为-2.88%。同时，论人口该市是科罗拉多州第164大城市。